# Musiktheater Malmö

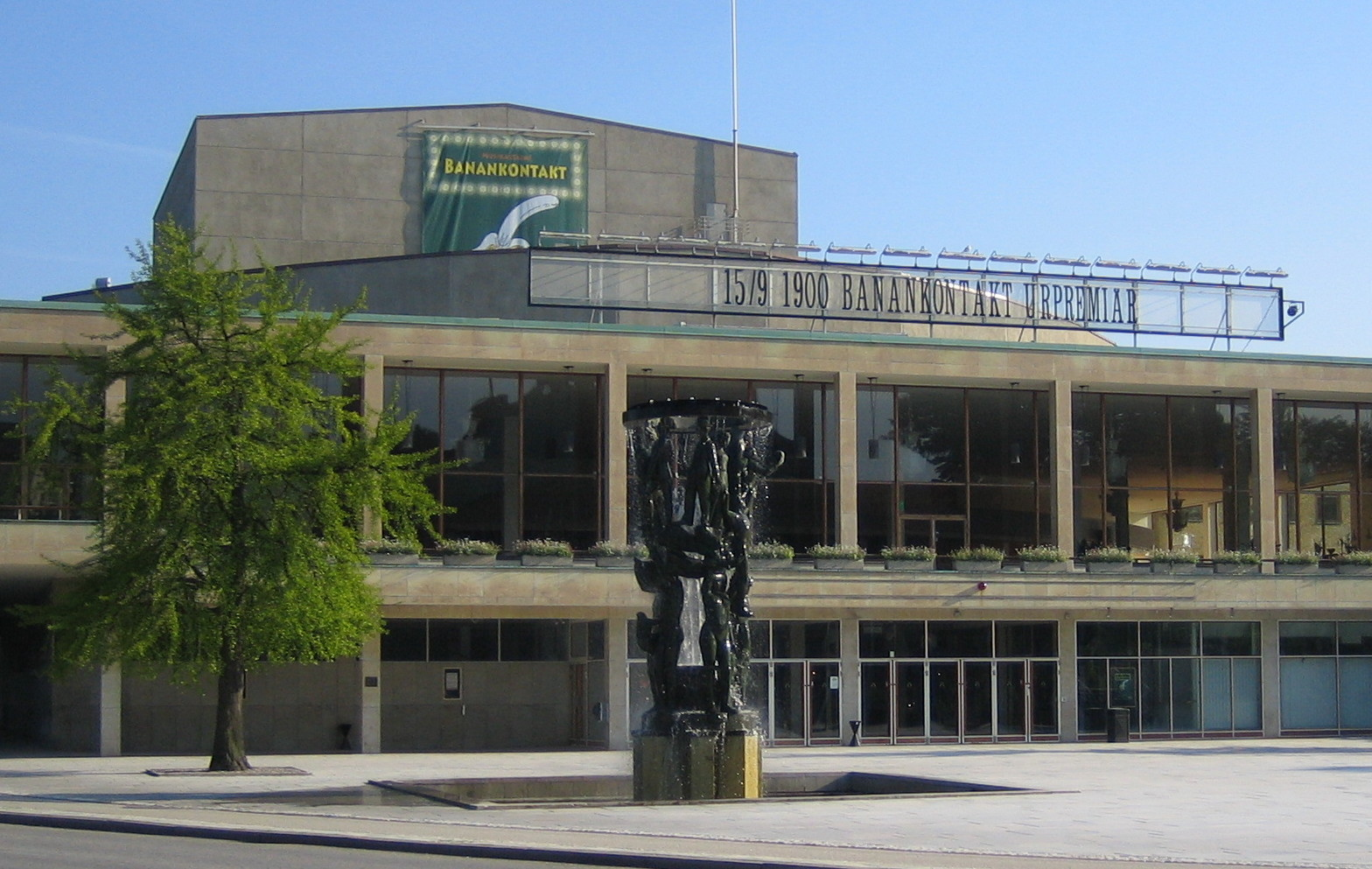
Das Musiktheater Malmö.

Das Musiktheater Malmö (schwedisch: Malmö opera och musikteater) ist ein Musik- und Opernhaus in Malmö und gehört zu den größten Opernhäusern Skandinaviens. Das Gebäude liegt im zentralen Malmö mit Adresse Östra Rönneholmsvägen 20.

## Gebäude
Der Theaterbau wurde 1933 von den Architekten Sigurd Lewerentz, David Helldén und Erik Lallerstedt entworfen und am 25. September 1944 als Malmö stadsteater (Stadttheater Malmö) eingeweiht. Als Ratgeber wurde u. a. Max Reinhardt befragt und auf sein Anraten hin wurde eine große Drehbühne geplant und ein Zuschauerraum für ca. 1500 Personen. Die monumentale Formensprache des Gebäudes hat klare funktionalistische Züge, kombiniert mit einer zweckentsprechenden Aufteilung des Bauvolumens in mehrere kleinere Baukörper. Bemerkenswert ist die marmorverkleidete Eingangsfassade mit den großen Fensterflächen. Das Foyer ist geschmückt mit Kunstwerken von Carl Milles und Isaac Grünewald. Das Gebäude und die technische Theaterausrüstung wurden 1973 und 2004 gründlich renoviert und die Akustik verbessert. Seit 1994 steht das Theater unter Denkmalschutz.

## Programm
Im Musiktheater Malmö werden heute Opern, Operetten und Musicals aufgeführt, sowohl neugeschriebene schwedische Werke, als auch klassische Opern. Außerdem werden Themenkonzerte, Galaabende und Gastspiele arrangiert. Sämtliche Opern werden, mit wenigen Ausnahmen, in der Originalsprache aufgeführt. Das Ziel ist es, professionellen Regisseuren, Bühnenbildnern, Sängern und Dirigenten im Teamwork die Möglichkeit zu geben, sich zu entfalten. Es soll das Zentrum des Musiktheaters der Zukunft sein.

## Geschichte
Der erste Theaterintendant war der Regisseur Lars Rudolfsson, seine erste Inszenierung war Benjamin Brittens Ein Sommernachtstraum. 1952–1958 war Ingmar Bergman Leiter des Theaters. Mit den damals international noch wenig bekannten Schauspielern, u. a. Bibi Andersson, Harriet Andersson, Max von Sydow, und Ingrid Thulin, führte er einige wichtige, historisch bemerkenswerte, Sprechtheater-Produktionen auf.
Im Jahre 1995 fand hier die Uraufführung des Musicals Kristina från Duvemåla von Björn Ulvaeus und Benny Andersson statt.
1992 wurde das Stadttheater Malmö in Malmö Musik och Teater AB umorganisiert und 1994 in die folgenden Gesellschaften aufgeteilt: Malmö Dramatiska Teater AB (Malmö Dramatisches Theater), Malmö symfoniorkester AB (Malmö Sinfonieorchester), Skånes Dansteater AB (Skånes Tanz Theater) und Malmö Musikteater AB (Malmös Musik Theater). Der heutige (2007) Direktor ist Göran K. Johansson und der Opernchef ist Lars Tibell.